# شوهی کاواکامی (بازیکن فوتبال، زاده ۱۹۹۷)
شوهی کاواکامی (ژاپنی: 河上 将平؛ زادهٔ ۲۶ اکتبر ۱۹۹۷) یک بازیکن فوتبال اهل ژاپن است.
از باشگاه‌هایی که در آن بازی کرده‌است می‌توان به باشگاه فوتبال فوجی‌ئدا اشاره کرد.